# Khlong Toei
Khlong Toei (también conocido como Klong Toey, (en tailandés คลองเตย) es un distrito del centro de Bangkok, conocido tradicionalmente por sus infraviviendas. Está bordeado por el Río Chao Phraya y contiene instalaciones portuarias notables. Posee un mercado homónimo no turístico. La estación del Metro de Bangkok que conecta a este distrito con los otros es la Khlong Toei, localizada en la calle Rama IV.
Los distritos que limitan con el distrito Khlong Toei are (desde el norte en sentido de las agujas del reloj) Watthana, Phra Khanong, cruzando el río Chao Phraya el distrito Phra Pradaeng de la Provincia Samut Prakan, Yan Nawa, Sathon y Pathum Wan.

## Historia

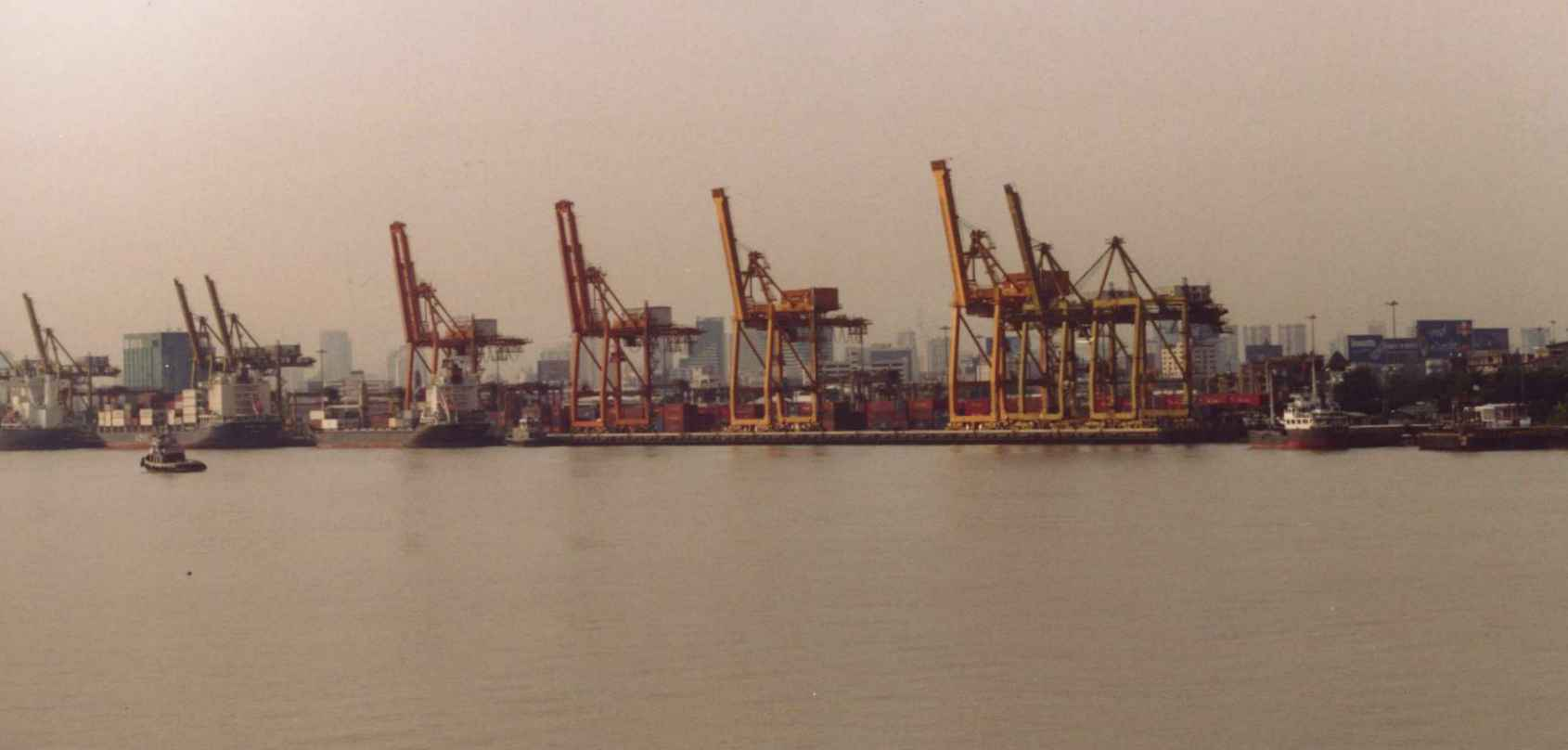
Grúas en el puerto de Khlong Toei

El distrito era parte del distrito de Phra Khanong, hasta que se separó de este distrito el 9 de noviembre de 1989. Al principio Khlong Toei estaba formado por 6 subdistritos, de los cuales tres se separaron para formar el distrito de Watthana el 6 de marzo de 1998.
El área donde se encuentra el distrito tiene una historia que data del sigo 9 a. C. cuando solía ser un puerto para las ciudades río arriba del río Chao Phraya. En ese entonces se llamaba Pak Nam Phra Pradaeng (en tailandés: เมืองปากน้ำพระประแดง). El Rey Mongkut construyó en la zona, cerca del año 1857 un khlong (canal) y un camino paralelo llamados Khlong Thanon Trong (en tailandés: คลองถนนตรง). Posteriormente, este khlong fue conocido como Khlong Toei y Khlong Hua Lamphong en diferentes secciones del canal. Khlong Toei significa el canal de pandan porque la planta crecía en las orilla sur del canal. El Rey Vajiravudh cambio el nombre de la carretera al de calle Rama IV en 1919. En 1947, una gran parte del canal Khlong Toei fue rellenada para expandir el espacio que ocupa la calle Rama IV.

## Administración

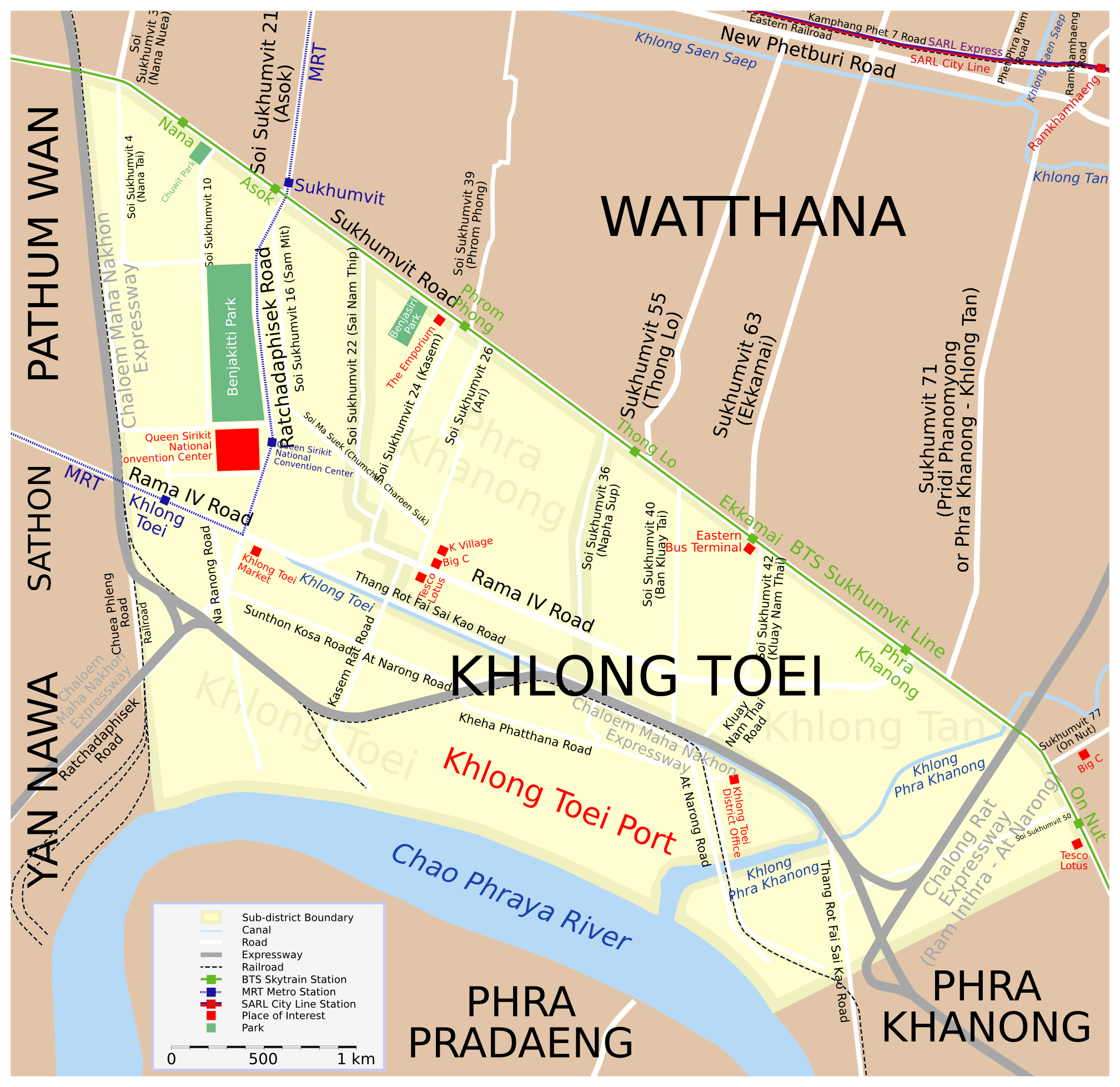
Mapa del distrito

El distrito está subdividido en 3 subdistritos o khwaeng:
| 1. | Khlong Toei  | คลองเตย |  |
| 2. | Khlong Tan   | คลองตัน  |  |
| 3. | Phra Khanong | พระโขนง |  |

## Puerto
El Puerto de Khlong Toei, también conocido como Puerto de Bangkok era el único puerto destacable para el transporte de carga. Su construcción comenzó en 1938 y terminó después del fin de la Segunda Guerra Mundial. El puerto está ubicado en el río Chao Phraya, cerca del Golfo de Tailandia. Debido a su capacidad limitada y al problema de tráfico causado por camiones semitrailer, gran parte de las operaciones realizadas en este puerto han sido trasladadas al Puerto de Laem Chabang en la Provincia Chon Buri desde su apertura en julio de 1981.
- Datos: Q1403340
- Multimedia: Khet Khlong Toei / Q1403340